# Эртегюн, Несухи
Несухи Эртегю́н (тур. Nesuhi Ertegün; (26 ноября 1917 — 15 июля 1989) — турецко-американский музыкальный продюсер, руководящий сотрудник лейблов звукозаписи Atlantic Records и WEA International.
Большую часть жизни работал на лейбле Atlantic Records и его подлейблах. Пришёл в компанию в 1956 году, через 6 лет после её основания его братом Ахметом Эртегюном и Хербом Абрамсоном. Сначала Несухи занимался развитием альбомного подразделения и расширял каталог джазовых альбомов лейбла. За годы работы в Atlantic Records продюсировал таких исполнителей, как Джон Колтрейн, Чарльз Мингус, Орнетт Коулман, Modern Jazz Quartet, и многих других. Потом на Atlantic он также стал работать и с исполнителями ритм-н-блюза и рок-н-ролла — в частности, был продюсером нескольких ставшими хитами пластинок Рея Чарльза, The Drifters, Бобби Дарина и Роберты Флэк.
В 1991 году Несухи Эртегюн был включён в Зал славы рок-н-ролла (в категории «Жизненные достижения»).